# Сквозная форма
Сквозная форма (нем. durchkomponierte Form), сквозная композиция (англ. through-composition), в вокальной музыке — форма, в которой для каждой новой поэтической строфы или строки молитвословного текста используется новая музыка. 
Принцип сквозной композиции известен в Европе со времён Средневековья (например, в Gloria монодической мессы, в католическом гимне Te Deum, в ле Машо). В эпоху Возрождения в сквозной форме писали итальянские мадригалы, части полифонических латинских месс (многие композиторы франко-фламандской школы), редко — композиторские песни (как знаменитая O rosa bella, приписываемая Дж. Данстейблу). Всплеск интереса к сквозной форме произошёл в романтической музыке XIX века — она отмечается как в малых (например, в балладе «Лесной царь» Ф. Шуберта), так и в крупных (оперные сцены) жанрах.